# Cabrera (wyspa)
Cabrera – mała wyspa na Morzu Śródziemnym wchodząca w skład Archipelagu Balearów. Należy do Hiszpanii, położona jest na południe od Majorki. 
Wyspa liczy ok. 50 mieszkańców. Znajduje się tu port morski. Jest to region turystyczno-wypoczynkowy. Wyspa Cabrera wraz z pobliskimi wysepkami jest Morsko-Lądowym Parkiem Narodowym Cabrera (Parque Nacional del Archipiélago de Cabrera).
Podczas wojen napoleońskich Cabrera służyła jako odosobniony obóz dla jeńców francuskich. Z 9 tys. więźniów wysłanych na Cabrerę przeżyło zaledwie 3,6 tys.

## Galeria

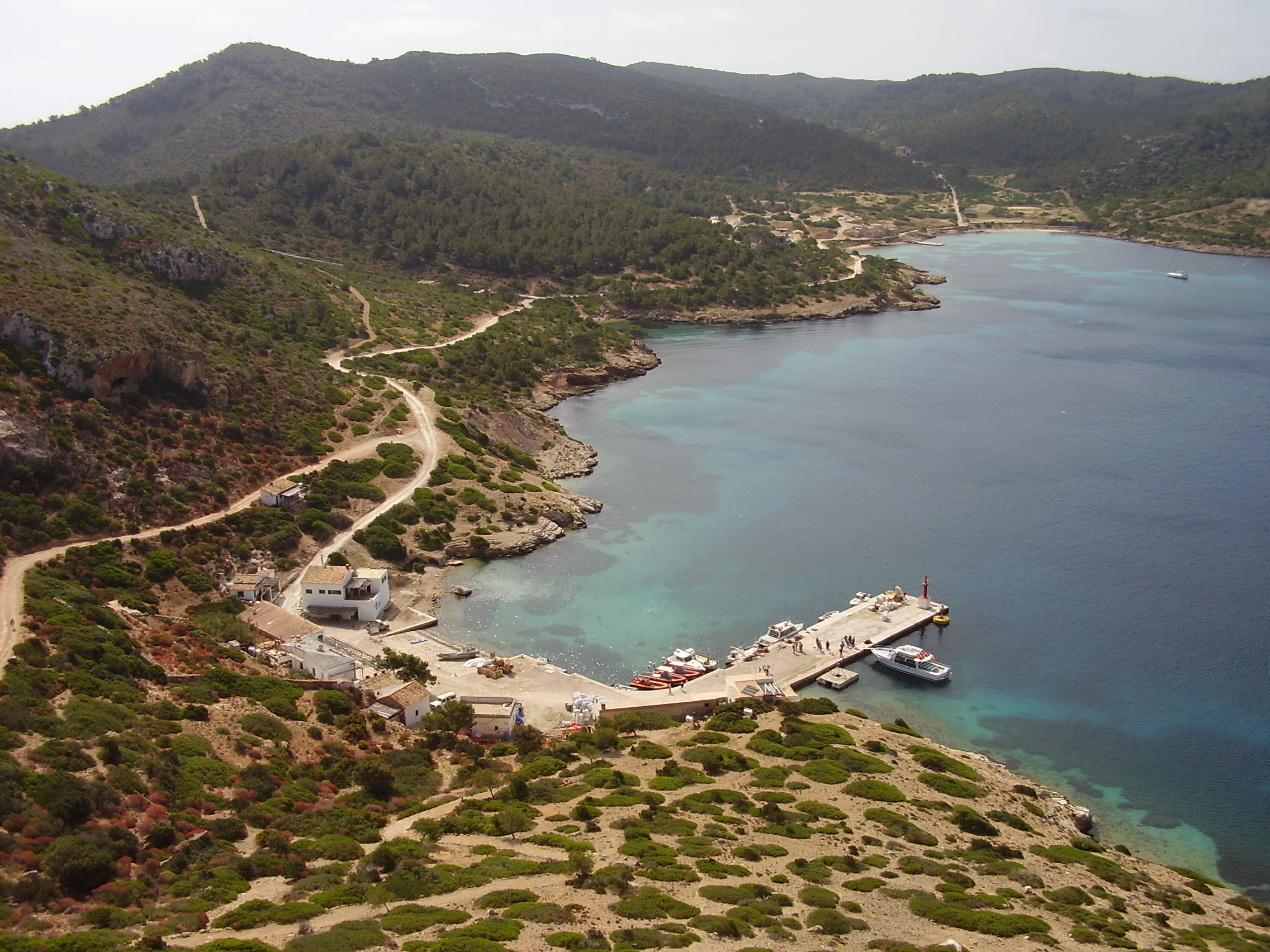
Port
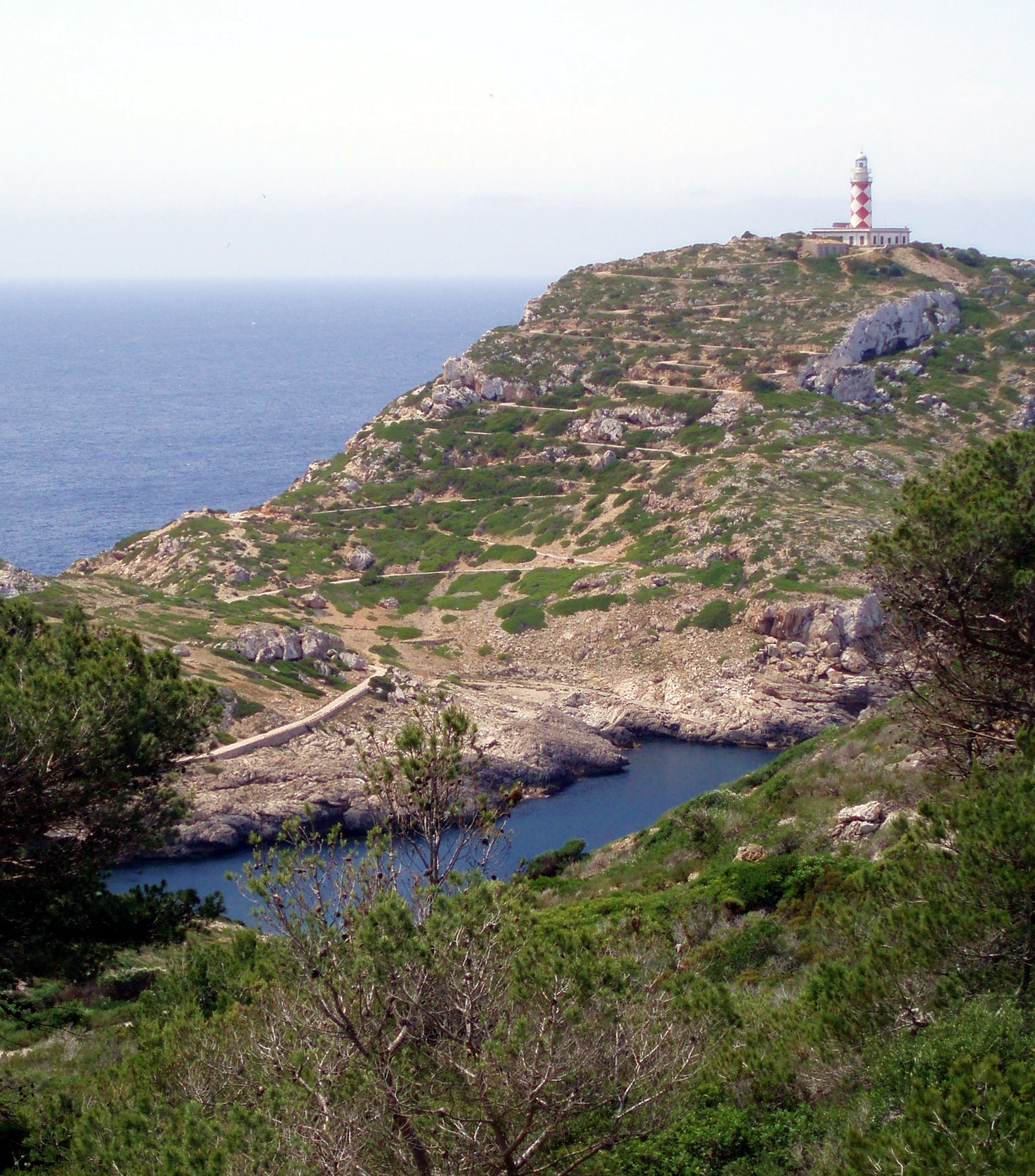
Latarnia morska
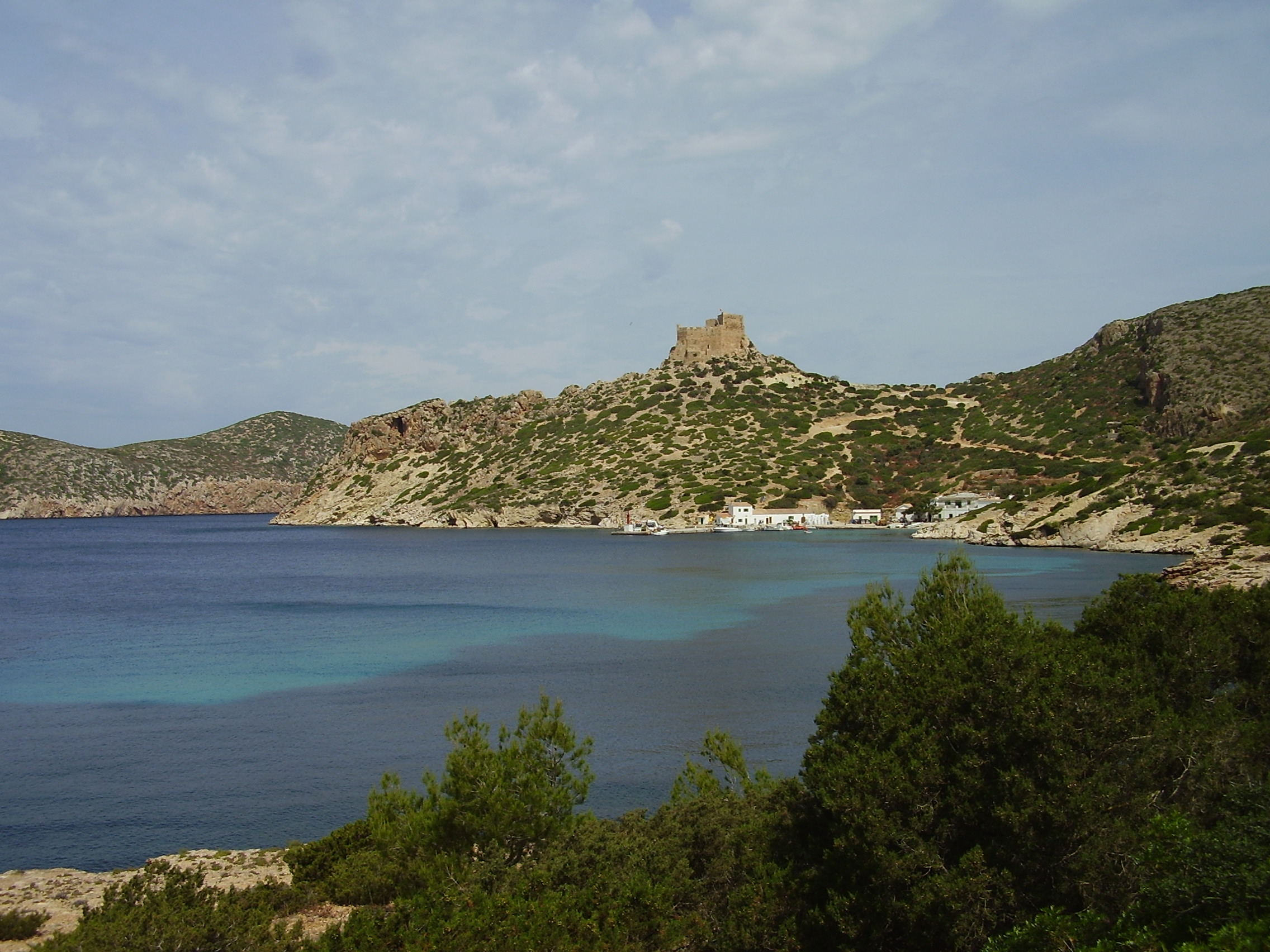
Ruiny zamku